# Charles Dillon Perrine

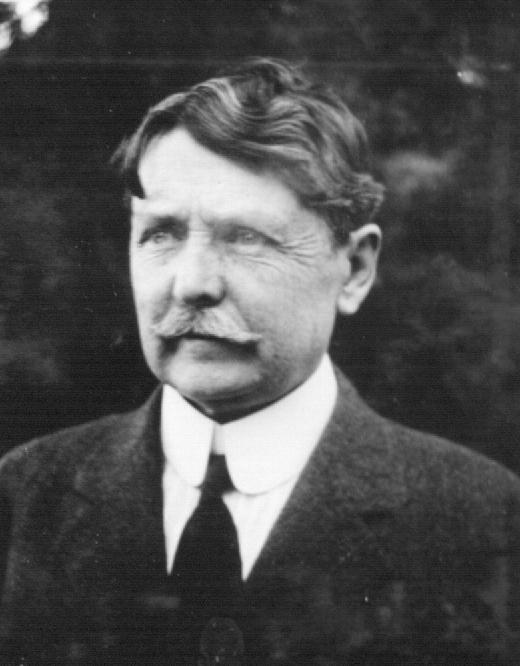
Charles Dillon Perrine

Charles Dillon Perrine (* 28. Juli 1867 in Ohio; † 21. Juni 1951 in Villa del Totoral, Argentinien) war ein in den USA geborener Astronom, der später in Argentinien lebte und arbeitete.

## Leben und Wirken
Perrine arbeitete von 1893 bis 1909 am Lick-Observatorium in Kalifornien. Von 1909 bis 1936 war er Direktor des Argentinischen National Observatoriums in Córdoba (heute Observatorio Astronómico de Córdoba).
Im Jahre 1901 beobachtete er zusammen mit George Willis Ritchey Gasnebel um den Stern Nova Persei 1901, die sich scheinbar mit Überlichtgeschwindigkeit bewegten. Dieser Effekt kommt dadurch zustande, dass sich Materie mit hoher Geschwindigkeit auf den Beobachter zubewegt und dabei Licht aussendet.
1904 und 1905 entdeckte Perrine zwei Monde des Planeten Jupiter, die heute als Himalia und Elara bekannt sind. Diese Namen erhielten sie allerdings erst 1975, vorher wurden sie einfach als die Jupitermonde VI und VII bezeichnet.
Darüber hinaus war er Entdecker oder Mitentdecker mehrerer Kometen, darunter der wieder verloren gegangene Komet 18D/Perrine-Mrkos. Der Astronom Antonín Mrkos benannte ihm zu Ehren den später entdeckten Asteroiden (6779) Perrine. Auch der Mondkrater Perrine ist nach ihm benannt.
Perrine förderte die astrophysikalische Forschung in Argentinien und forcierte den Bau eines großen Teleskops (das Bosque-Alegre-Teleskop), das allerdings erst 1942 fertiggestellt wurde.
Seinen Ruhestand verbrachte er in Argentinien. 1951 verstarb er in Villa General Mitre (das später wieder in den ursprünglichen Namen, Villa del Totoral, umbenannt wurde). Er wurde auf dem Friedhof Cementerio Disidente in Córdoba (Argentinien) beigesetzt.